# Окруашвили, Адам
Адам Окруашвили (груз. ადამ ოქრუაშვილი, род. 1 января 1989, Тбилиси) — грузинский дзюдоист, чемпион Европейских игр, призёр чемпионатов Европы.

## Биография
Родился в 1989 году в Тбилиси. В 2012 году принял участие в Олимпийских играх в Лондоне, но занял там лишь 17-е место. В 2013 году завоевал серебряную медаль чемпионата Европы, в 2014 году повторил этот результат. В 2015 году стал чемпионом Европейских игр.